# Arbeláez (kommun)
Arbeláez är en kommun i Colombia.   Den ligger i departementet Cundinamarca, i den centrala delen av landet, 60 km sydväst om huvudstaden Bogotá. Antalet invånare är 11 806. Arean är 152 kvadratkilometer.
Terrängen i Arbeláez är kuperad åt nordväst, men åt sydost är den bergig.